# Sinagoga Tempel

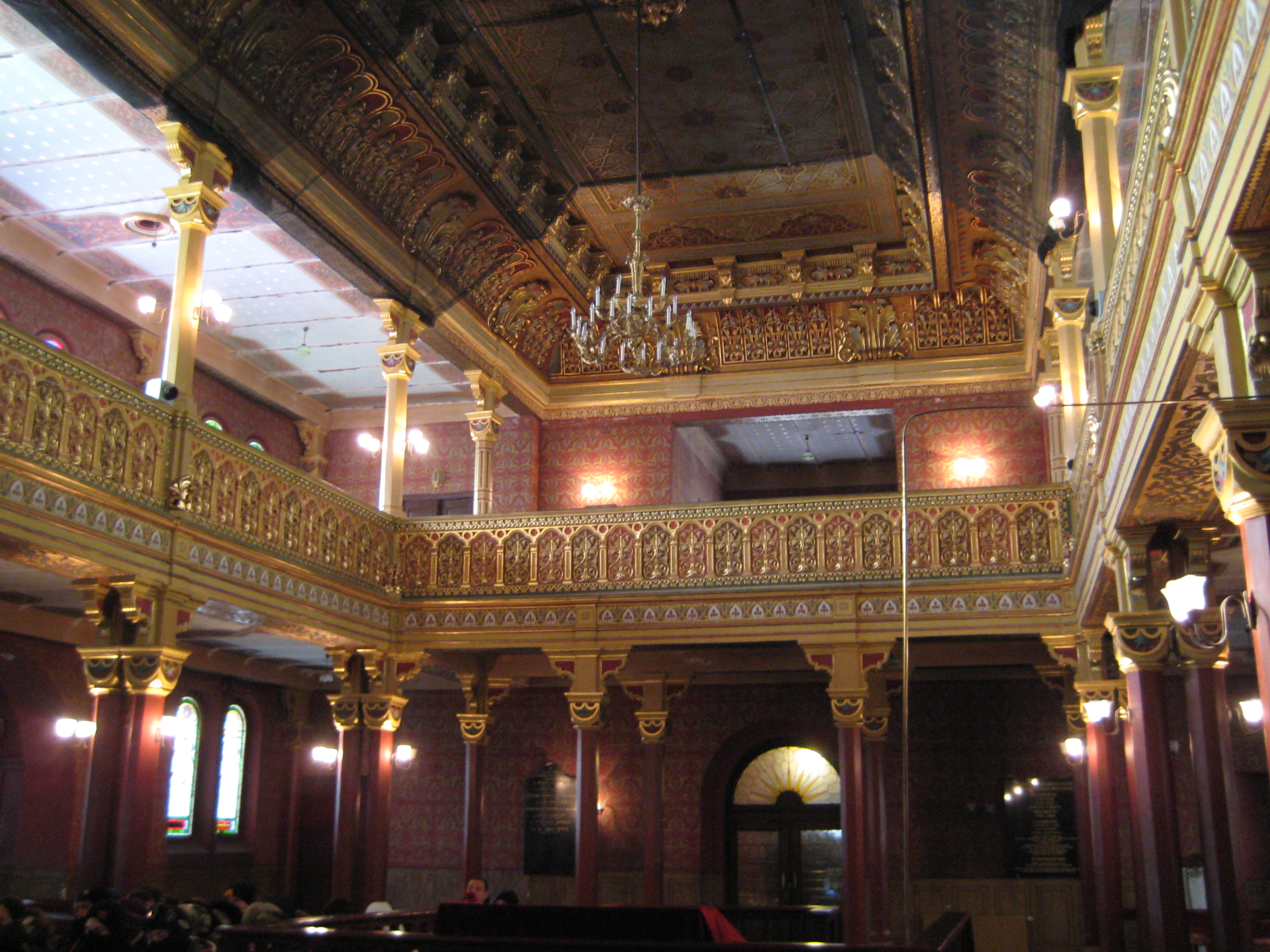
Interno della Sinagoga Tempel

La sinagoga Tempel è una sinagoga riformata che si trova nel quartiere Kazimierz di Cracovia.
L'edificio è stato progettato da Ignacy Hercok sul modello del Leopoldstädter Tempeldi Vienna e costruito nel 1860-1862 quando Cracovia faceva parte dell'Impero austro-ungarico. All'interno l'Aron haQodesh è coperto da una cupola in foglia d'oro che evoca la cupola sopra la cappella di Sigismondo nella vicina Cattedrale del Wawel.
Durante la seconda guerra mondiale la sinagoga è stata danneggiata dai nazisti, che l'hanno utilizzata come area di stoccaggio per le munizioni. Dopo la guerra la sinagoga è stata riaperta al culto.